# Pont de Merdisel
Le pont de Merdisel  est un pont routier et piéton sur le Nant d'Avril, situé dans le canton de Genève, sur la commune de Satigny.

## Localisation
Le pont de Merdisel est le troisième et avant-dernier pont le plus en amont du Nant d'Avril. Il est nommé ainsi en référence au bois de Merdisel (qui, avec le bois du Château tout proche, sont les plus grands massifs forestiers privés du canton), situé sur la rive gauche du ruisseau. Il se situe exactement à l'affluence du ruisseau de Pré-Gentil sur la rive droite du Nant.

## Sources
- [PDF] Département du territoire du canton de Genève, « Fiche-rivière no 11 Le Nant d’Avril » (consulté le 26 septembre 2007)